# 萨拉·舍斯特伦
萨拉·舍斯特伦（瑞典語：[ˈɧœˈstɾœm]，1993年8月17日—），瑞典女子游泳运动员。2008年3月22日，年仅14岁的她获得欧洲游泳锦标赛女子100米蝶泳金牌。2014年7月5日，她打破女子50米蝶泳的世界纪录。2017年7月23日，她打破女子100米自由式的世界纪录。
2016年8月7日，她以55.48秒赢得里约奥运会100米蝶泳金牌并打破世界纪录。此外，她也以1分54.08秒赢得200米自由泳银牌，以及以52.99秒获得100米自由泳铜牌。
2024年7月31日，以52.16秒夺得巴黎奥运会女子100米自由泳金牌。

## 主要成绩

### 奧運會
金牌 (3)
- 2016年里約：100米蝶泳
- 2024年巴黎：100米自由泳 /50米自由泳

银牌 (2)
- 2016年里約：200米自由泳
- 2020年東京：50米自由泳

铜牌 (1)
- 2016年里約：100米自由泳

### 世界游泳锦标赛
金牌 (10)
- 2009年罗马：100米蝶泳
- 2013年巴塞罗那：100米蝶泳
- 2015年喀山：50米蝶泳
- 2015年喀山：100米蝶泳
- 2017年布達佩斯：50米自由泳
- 2017年布達佩斯：50米蝶泳
- 2017年布達佩斯：100米蝶泳
- 2019年光州：50米蝶泳
- 2022年布達佩斯：50米自由泳
- 2022年布達佩斯：50米蝶泳

银牌 (7)
- 2013年巴塞罗那：100米自由泳
- 2015年喀山：100米自由泳
- 2015年喀山：4×100米混合泳接力
- 2017年布達佩斯：100米自由泳
- 2019年光州：50米自由泳
- 2019年光州：100米蝶泳
- 2022年布達佩斯：100米自由泳

铜牌 (3)
- 2015年喀山：50米自由泳
- 2019年光州：100米自由泳
- 2019年光州：200米自由泳